# Thelema.6
Thelema.6 è un album pubblicato nel 2000 dal gruppo blackened death metal polacco Behemoth.

## Tracce
1. "Antichristian Phenomenon" – 4:41
2. "The Act of Rebellion" – 3:49
3. "Inflamed with Rage" – 3:14
4. "ΠΑΝ ΣΑΤΥΡΟΣ" – 4:25
5. "Natural Born Philosopher" – 4:00
6. "Christians to the Lions" – 3:03
7. "Inauguration of Scorpio Dome" – 3:07
8. "In the Garden of Dispersion" – 3:32
9. "The Universe Illumination (Say 'Hello' to My Demons)" – 3:33
10. "VINVM SABBATI" – 3:26
11. "23 (The Youth Manifesto)" – 4:01
12. "The End" - 0:23

### Edizione Limitata
L'edizione limitata (1000 copie) contiene le seguenti tracce (le tracce 12-22 sono di puro "silenzio" , "Untitled" è la traccia 23):
1. "Untitled" – 0:30
2. "Malice" – 2:28
3. "Sathanas" (Sarcófago Cover) – 2:45
4. "Hello Spaceboy" (David Bowie Cover) – 3:27
5. "From the Pagan Vastlands" – 3:08

## Formazione
- Adam "Nergal" Darski - chitarra, chitarra acustica, voci, testi
- Zbigniew Robert "Inferno" Promiński - batteria
- "Havok" - chitarra
- Marcin "Novy" Nowak - basso
- Maciej Niedzielski - synth addizionale
- Krzysztof Azarewicz - testi
- Mr. Jashackh - modifica digitale
- Sharon E. Wennekers - consultazione poetica e grammaticale
- Arkadiusz Malczewski - suono